# Stojcino
Stojcino (deutsch Stohentin, kaschubisch Stojcëno, slowinzisch Stèˑi̯cänɵ) ist ein Dorf in der Gemeinde Smołdzino im Powiat Słupski (Kreis Stolp) der polnischen Woiwodschaft Pommern.

## Geographische Lage
Stojcino liegt in Hinterpommern, etwa 21 Kilometer nordöstlich der Stadt Słupsk (Stolp) und fünf Kilometer südsüdöstlich des Kirchdorfs Smołdzino (Schmolsin).

## Geschichte
Stohentin (früher Stojentin) gehörte zu den sogenannten königlichen Dörfern. Als solches unterstand es zunächst dem Amt Stolp und später Schmolsin. Es war in Form eines kleinen Angerdorfs angelegt worden. Um 1784 gab es in Stohentin 18 Bauern, unter denen sich auch der Schulze befand, drei Kossäten, unter denen sich der Schmied befand, einen Schulmeister und insgesamt 22 Haushaltungen.
Im Jahr 1925 standen in Stohentin 75 Wohngebäude. Im Jahr 1939 lebten in Stohentin 376 Einwohner in 94 Haushaltungen, und die Gemeinde hatte insgesamt 68 landwirtschaftliche Betriebe.
Vor 1945 gehörte Stohentin zum Amtsbezirk Schmolsin im Landkreis Stolp, Regierungsbezirk Köslin, der Provinz Pommern. Die Gemeindefläche war 711 Hektar groß. In der Gemeinde Stohentin gab es insgesamt drei Wohnorte:
- Stohentin
- Stohentiner Abbau
- Woggonshöh

Gegen Ende des Zweiten Weltkriegs besetzte am 9. März 1945 die Rote Armee das Dorf. Danach kamen Polen und übernahmen die Gehöfte. Stohentin wurde in Stojcino umbenannt. Die deutschen Dorfbewohner wurden in der Folgezeit vertrieben.
Später wurden in der BRD 164 und in der DDR 139 aus Stohentin gekommene Dorfbewohner ermittelt.
Das Dorf gehört heute zum Powiat Słupski der Woiwodschaft Pommern (bis 1998 Woiwodschaft Słupsk) geworden. Hier leben heute etwa 120 Einwohner.

### Kirche
Die vor 1945 in Stohentin anwesenden Bevölkerung war überwiegend evangelisch. Im Jahr 1925 hatte Stohentin sechs Bewohner katholischer Konfession. Stohentin gehörte zum Kirchspiel Groß Garde und damit zum Kirchenkreis Stolp-Altstadt.

### Schule
Stohentin verfügte über eine dreistufige Grundschule.  Im Jahr 1932 unterrichteten hier zwei Lehrer in drei Klassen 68 Schulkinder.